# Giovanni Cervone
Giovanni Cervone, né le 15 novembre 1962 à Brusciano (Italie), est un footballeur Italien, qui évoluait au poste de gardien de but. 
Au cours de sa carrière il évolue à la Juve Stabia, à Avellino, à Catanzaro, au Genoa, à Parme, à l'Hellas Vérone, à l'AS Rome, à Brescia et à Ravenne.

## Carrière
- 1979-1980 :  Juve Stabia
- 1980-1983 :  Avellino
- 1983-1984 :  Catanzaro
- 1984-1987 :  Genoa
- 1987-1988 :  Parme
- 1988-1989 :  Hellas Vérone
- 1989-1997 :  AS Rome
- 1997-1999 :  Brescia
- 1999-2000 :  Ravenne[1]

## Palmarès

### Avec l'AS Rome
- Finaliste de la Coupe de l'UEFA en 1991
- Vainqueur de la Coupe d'Italie en 1991